# Micropsephodes lundgreni
Micropsephodes lundgreni är en skalbaggsart som beskrevs av Richard Leschen och Christopher E. Carlton 2000. Micropsephodes lundgreni ingår i släktet Micropsephodes och familjen svampbaggar. Inga underarter finns listade i Catalogue of Life.